# Melanotrichia tanzawaensis
Melanotrichia tanzawaensis är en nattsländeart som först beskrevs av Kobayashi 1971.  Melanotrichia tanzawaensis ingår i släktet Melanotrichia och familjen Xiphocentronidae. Inga underarter finns listade i Catalogue of Life.